# Изпълнителна комисия по плана за какаовата реколта
Изпълнителната комисия по плана за какаовата реколта (на португалски: Comissão Executiva do Plano da Lavoura Cacaueira - CEPLAC) е специализиран орган на Министерство на земеделието на Бразилия, който насърчава конкурентоспособността и устойчивото развитие на секторите на земеделието, агролесовъдството и агропромишлеността в регионите, специализирани в отглеждането на какао. Дейността на комисията се съсредоточава в шест бразилски щата - Баия, Еспирито Санто, Пара, Амазонас, Рондония и Мато Гросо.

## Мисия
Комисията е създадена на 20 февруари 1957 г. като спешна мярка на федералното правителство за подкрепа на производителите на какао в южните райони на Баия по време на най-тежката финансова криза в бразилската какаова индустрия през 20 в., причинила спад от 95 процента в добива на какао – култура с голям дял в експорта на селскостопанска продукция от страната. Това определя и основната първоначална цел на дейността на комисията – да оказва финансова помощ на производителите на какао. Извършвайки дейности с първоначално чисто финансов характер и намирайки се първоначално под шапката на Министерството на финансите, комисията бързо се преориентира към изготвяне на аграрни изследвания, стимулиране на екстензивното земеделие, агрономно образование, отпускане на кредити, насочени към изграждане на инфраструктурата в какаовите райони на Баия. Благодарение на интегрирания си подход на работа, от създаването си насам Комисията постига:
- повишаване на националните добиви на какао с 310 процента в сравнение с нивата през периода от средата на 60-те до средата на 80-те години на 20 в.;
- повишаване на средните добиви на какао от 220 кг/хка. през 1962 до 742 кг/хка;
- откриване на 80 хиляди работни места посредством Програмата за популяризиране на какаовата култура.

Постепенно, изправяйки се пред нови сценарии в национален и световен мащаб, Комисията пренасочва мисията си, за да посрещне нови предизвикателства. Настоящият приоритет на дейността ѝ е възстановяване на регионалните икономики с акцент върху борбата срещу вещерската метла (Moniliophthora perniciosa) – заболяване, което унищожава какаови плантации, оставяйки след себе си около 200 хиляди безработни и огромни щети върху природата; стимулиране на вертикалната и хоризонталната диверсификация на земеделските дейности, чрез подкрепа за внедряване на нови агротехнологии и стимулиране на засаждането и разпространението на нови сортове и култури; извършване на дейности, насочени към опазване на околната среда чрез партньорство с правителствени и неправителствени организации, които имат за цел развитието на устойчиви агроикономически дейности и опазване на останалите горски фрагменти, които да бъдат включени в двете най-стратегически екосистеми на Бразилия – Бразилската атлантическа гора и Амазонската дъждовна гора.

## Структура
Структурата на CEPLAC обединява Главен директорат и ръководените от него три регионални суперинтендантства и три регионални управления:
- Суперинтендантство за развитие на какаовия регион на щата Баия;
- Суперинтендантство за развитие на какаовия регион на щата Рондония;
- Суперинтендантство за развитие на какаовия регион на щата Пара;
- Управление за развитие на какаовия регион на щата Еспирито Санто;
- Управление за развитие на какаовия регион на щата Мато Гросу;
- Управление за развитие на какаовия регион на щата Амазонас.